# مارتین سی. استرانگ
مارتین سی. استرانگ (انگلیسی: Martin C. Strong؛ زادهٔ ۱۹۶۰ (۶۴–۶۵ سال)) یک مورخ موسیقی اسکاتلندی است که به دلیل تدوین دیسکوگرافی شهرت دارد. او زاده ماسلبرگ و اهل بریتانیا است.